# Śiśumara
Śiśumara (trl. śiśumāra), Śimsiumara –
w hinduizmie przestrzeń bezpośrednio wokół gwiazdy Dhruwa (Gwiazdy Polarnej). Pierścień śiśumara (trl. śiśumāracakra) przedstawiany jest jako forma delfina lub morświna.

## Lokalizacja
Według tradycji jest to Wisznu, który przyjął formę śiśumary w siódmym niebie jako systemie planetarnym, które znajduje się na najwyższym poziomie wszechświata. Wszystkie inne planety, począwszy od Słońca, istnieją pod ochroną systemu planetarnego śiśumara. Wielbiciele wiratpuruszy, czyli kosmicznej formy Wisznu, wyobrażają sobie ten cały obracający się system planetarny jako formę zwierzcą zwaną właśnie imieniem Śiśumara.

## Ikonografia
Postać ta przedstawiana jest w pozycji odwróconej:
- na szczycie jego ogona jest Dhruwaloka,
- na jego ogonie znajdują się: Pradźapati, Agni, Indra i Dharma,
- u podstawy tego ogona jest Dhata i Widhata.
- Jego ciało podobne jest do ciała skręconej żmii. Całe ciało śiśumary skierowane jest ku swej prawej stronie. Zdaje się być zwojem gwiazd zodiaku księżycowego:
  - po prawej stronie tego zwoju jest 14 gwiazd od Abhidźit do Punarwasu.
  - po lewej stronie jest 14 gwiazd od Puszja do Uttara Aszadhy.
- gwiazdy zwane Ardra i Aślesza są na prawej i lewej stopie śiśumary.
- gwiazdy zwane Punarwasu i Puszja są na prawym i lewym biodrze śiśumary, a
- na jego talii usytuowanych jest siedmiu wielkich mędrców saptarszi.
- głowa formy śiśumara jest skierowana ku dołowi.

Inne gwiazdy również umieszczone są po różnych stronach systemu planetarnego śiśumary.

## Tradycja
Jogini wielbią system planetarny śiśumara, który fachowo zwany jest kundalinićakrą, w celu skoncentrowania tam umysłu.